# Division I 1994-1995 (pallacanestro maschile)
La Division I 1994-1995 è stata la 63ª edizione del massimo campionato belga di pallacanestro maschile. La vittoria finale è stata appannaggio dell'Ostenda.

## Risultati

### Stagione regolare
|     | Squadra            | G  | V  | P  | PF | PS | Pt. | Qualificazione |
| --- | ------------------ | -- | -- | -- | -- | -- | --- | -------------- |
| 1.  | Ostenda            | 26 | 23 | 3  |    |    | 46  | playoff        |
| 2.  | Spirou Charleroi   | 26 | 21 | 5  |    |    | 42  | playoff        |
| 3.  | Racing Mechelen    | 26 | 20 | 6  |    |    | 40  | playoff        |
| 4.  | Verviers-Pepinster | 26 | 18 | 8  |    |    | 36  | playoff        |
| 5.  | Bruxelles          | 26 | 17 | 9  |    |    | 34  |                |
| 6.  | Union Quaregnon    | 26 | 13 | 13 |    |    | 26  |                |
| 7.  | Castors Braine     | 26 | 12 | 14 |    |    | 24  |                |
| 8.  | Bobcat Gent        | 26 | 12 | 14 |    |    | 24  |                |
| 9.  | Lovanio            | 26 | 11 | 15 |    |    | 22  |                |
| 10. | Okapi Aalstar      | 26 | 11 | 15 |    |    | 22  |                |
| 11. | Houthalen          | 26 | 10 | 16 |    |    | 20  |                |
| 12. | Avenir Namur       | 26 | 8  | 18 |    |    | 18  |                |
| 13. | Sobabee            | 26 | 6  | 20 |    |    | 12  | retrocesse     |
| 14. | Aarschot           | 26 | 0  | 26 |    |    | 0   | retrocesse     |

### Playoff
|  | Semifinali | Semifinali         | Semifinali |                  |    | Finale  | Finale | Finale |  |
|  |            |                    |            |                  |    |         |        |        |  |
|  | 1.         | Ostenda            | 2          |                  |    |         |        |        |  |
|  | 1.         | Ostenda            | 2          |                  |    |         |        |        |  |
|  | 4.         | Verviers-Pepinster | 1          |                  |    |         |        |        |  |
|  | 4.         | Verviers-Pepinster | 1          |                  | 1. | Ostenda | 3      |        |  |
|  |            |                    |            |                  | 1. | Ostenda | 3      |        |  |
|  |            |                    | 2.         | Spirou Charleroi | 2  |         |        |        |  |
|  | 2.         | Spirou Charleroi   | 2.         | Spirou Charleroi | 2  | 2       |        |        |  |
|  | 2.         | Spirou Charleroi   |            |                  |    |         |        |        |  |
|  | 3.         | Racing Mechelen    | 0          |                  |    |         |        |        |  |

| Division I 1994-1995 |
| -------------------- |
| Ostenda 8º titolo    |

## Formazione vincitrice
| N° | Naz.                   | Ruolo | Sportivo          |  | Alt. |  |
| -- | ---------------------- | ----- | ----------------- |  | ---- |  |
|    | Belgio (bandiera)      | P     | Jean-Marc Jaumin  |  | 184  |  |
|    | Belgio (bandiera)      | P     | Ronny Bayer       |  | 185  |  |
|    | Belgio (bandiera)      | A     | Marvin Alexander  |  | 203  |  |
|    | Belgio (bandiera)      | C     | Dimitri Lambrecht |  | 206  |  |
|    | Paesi Bassi (bandiera) | All.  | Ton Boot          |  |      |  |